# Javier d'Ors
Javier d'Ors Lois (Santiago de Compostela, 31 de octubre de 1948-Santiago de Compostela, 20 de marzo de 2024) fue un romanista español, catedrático de Derecho Romano en las Universidades de León y de Santiago de Compostela. Sus manuales de Derecho Romano fueron utilizados por un buen número de estudiantes universitarios en España.

## Biografía
Javier d'Ors nació en Santiago de Compostela en 1948. Fue uno de los once hijos del romanista Álvaro d'Ors y de Palmira Lois, y nieto del escritor, jurista y filósofo Eugenio d'Ors.
Durante su juventud se trasladó a Barcelona, donde se licenció en Derecho en la Universidad de Barcelona (1970); y posteriormente a Pamplona, donde se doctoró en la Universidad de Navarra (1973) con una tesis doctoral sobre «Los precedentes clásicos de la acción pauliana». Desde entonces, comenzó su actividad docente, primero como profesor ayudante de prácticas en la Universidad de Navarra (octubre de 1970-septiembre de 1973); posteriormente en Roma (1971-1974) disfrutando de una beca del Instituto Jurídico Español de Roma (CSIC), continuando de nuevo en Pamplona como profesor adjunto de Derecho Romano en la Universidad de Navarra (octubre de 1973-mayo de 1977), y como profesor agregado de Derecho Romano de la Universidad de Santiago de Compostela (marzo de 1977).
Cuando contaba con 33 años, obtuvo una plaza de catedrático de Derecho Romano en la Universidad de León (1981). Al año siguiente regresó a la Universidad compostelana (marzo de 1982), donde permaneció hasta su jubilación. En la Universidad gallega fue director del Departamento de Derecho Romano de la Facultad de Derecho (junio de 1984-junio de 1986).
Fue profesor visitante en el Institutum Utriusque Iuris de la Facultad de Derecho Civil de la Pontificia Universidad Lateranense de Roma (1998-1999). Impartió diversos cursos de doctorado y monográficos por diversas universidades europeas y americanas.
Residía en el Colegio Mayor La Estila, adscrito a la Universidad de Santiago de Compostela. Falleció el 20 de marzo de 2024.

## Publicaciones
Cuenta con casi una veintena de grandes publicaciones sobre el Derecho Romano, entre las que destacan:

### Monografías
- El interdicto fraudatorio en el Derecho Romano clásico, CSIC, Roma-Madrid, 1974.
- Posiciones Programáticas para el estudio del Derecho Romano, Universidad de Santiago de Compostela, 1979.[6]
- Antología de textos jurídicos de Roma, Akal, Madrid, 2001.
- Derecho Privado Romano, 10ª ed. rev., EUNSA, Pamplona, 2008.[7]
- Elementos de Derecho Privado Romano, 6ª ed. rev., EUNSA, Pamplona, 2016.

### Artículos
- «La ley ‘Aelia Sentia’ y las manumisiones testamentarias (Una exégesis de D.40,9,5,2 y D. 40,1,21)», en Studia et Documenta Historiae et Iuris, 40, 1974, pp. 425-434.
- «Una nueva conjetura sobre CI. 7,12,1 - D.48,19,33», en Labeo. Rassegna di Diritto Romano, 24, 1978, pp. 42-51.
- «A propósito de los fideicomisos ‘quibus voles’ y ‘si sine liberis decesseris’ (Nueva exégesis de D. 36,1,18[17],6-31,77,4)», en Studia et Documenta Historiae et Iuris, 45, 1979, pp. 266-288.
- «Liberum esse volo», en IVRA Rivista Internazionale di Diritto Romano e Antico, 28, 1980, pp. 95-141.
- «Las relaciones contractuales con la administración pública a la luz de las leyes municipales en Derecho Romano», en I rapporti contrattuali con la pubblica amministrazione nell’esperienza storico-giuridica (Napoli, 1997), pp. 79-111.
- «Sobre el cap. 29 de la “lex Flavia municipalis”: una nueva interpretación», en Iuris Vincula. Studi in onore di Mario Talamanca (Napoli, 2001), pp. 1-64.
- «Algunas consideraciones sobre “variantes” y errores en las distintas copias de la ‘lex Flavia municipalis’», en “Liber amicorum” Juan Miquel. Estudios romanísticos con motivo de su emeritazgo, Barcelona, 2006, pp. 749-803.
- «Sobre los legados de crédito y deuda inexistentes. (Una interpretación de Ulpiano 5 “disputationum” - D. 30.75.1-2)», en Studi in onore di Antonino Metro, Messina, 2010, pp. 233-281.
- «Eine Korrektur zum kritischen Apparat von Paulus 10 quaest. - D. 34,3,25 (editio minor)», en Zeitschrift der Savigny-Stiftung für Rechtsgeschichte. Romanistische Abteilung, 127, 2010, pp. 310-327.